# Ćwikła
Se denomina ćwikła a un tipo de relish o ensalada originario de Polonia y Ucrania.  

## Preparación
El mismo se prepara a base de remolacha rallada y rábano picante rallado.  Otros ingredientes son azúcar, sal, jugo de limón, y a veces alcaravea, manzanas, vino tinto seco, clavo de olor,  y perejil picado.  Por lo general se sirve el ćwikła como condimento de carnes, especialmente asadas o ahumadas.

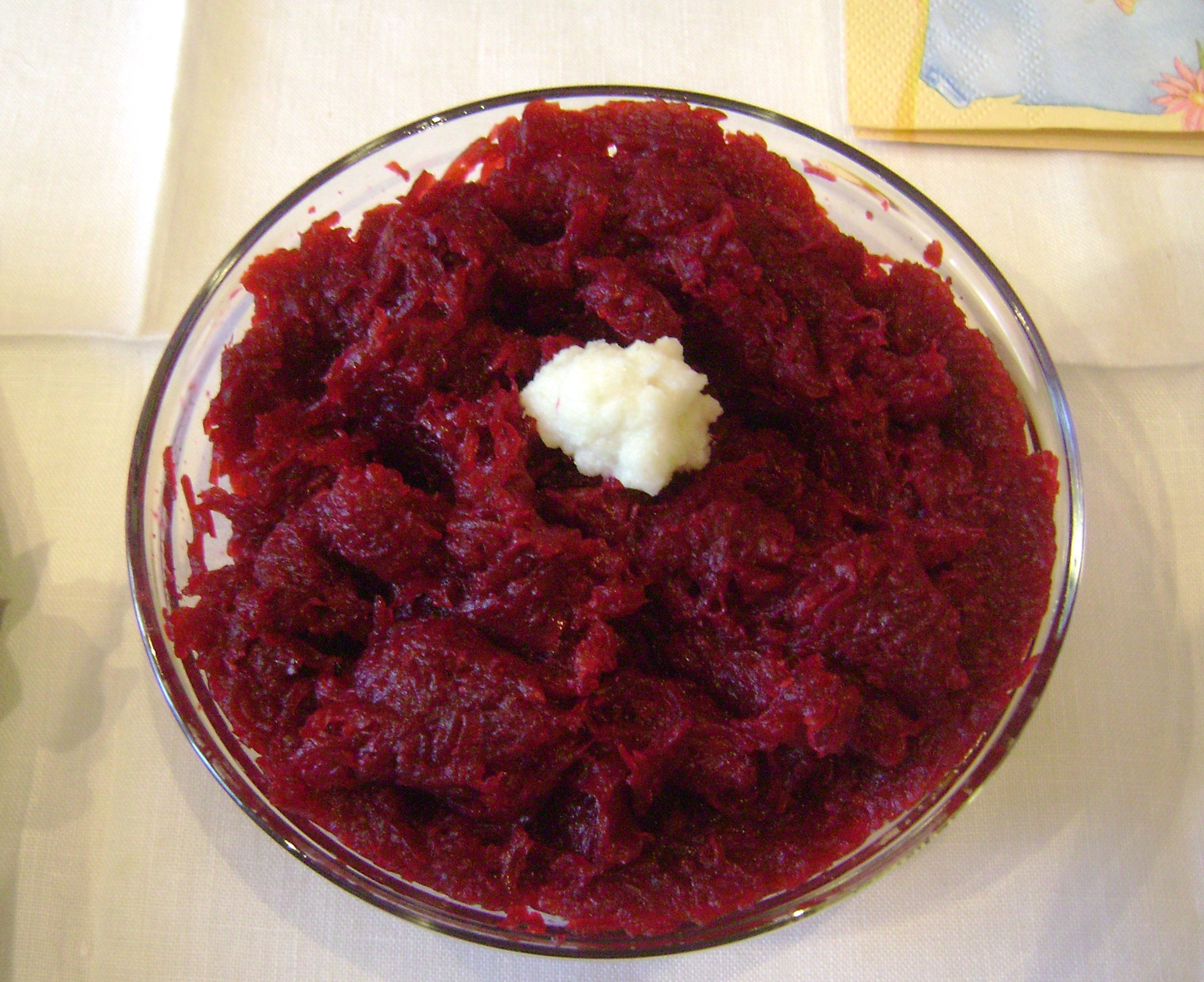
Ćwikła con crema agria.

- Datos: Q3180750
- Multimedia: Ćwikła / Q3180750